# Flower Demo

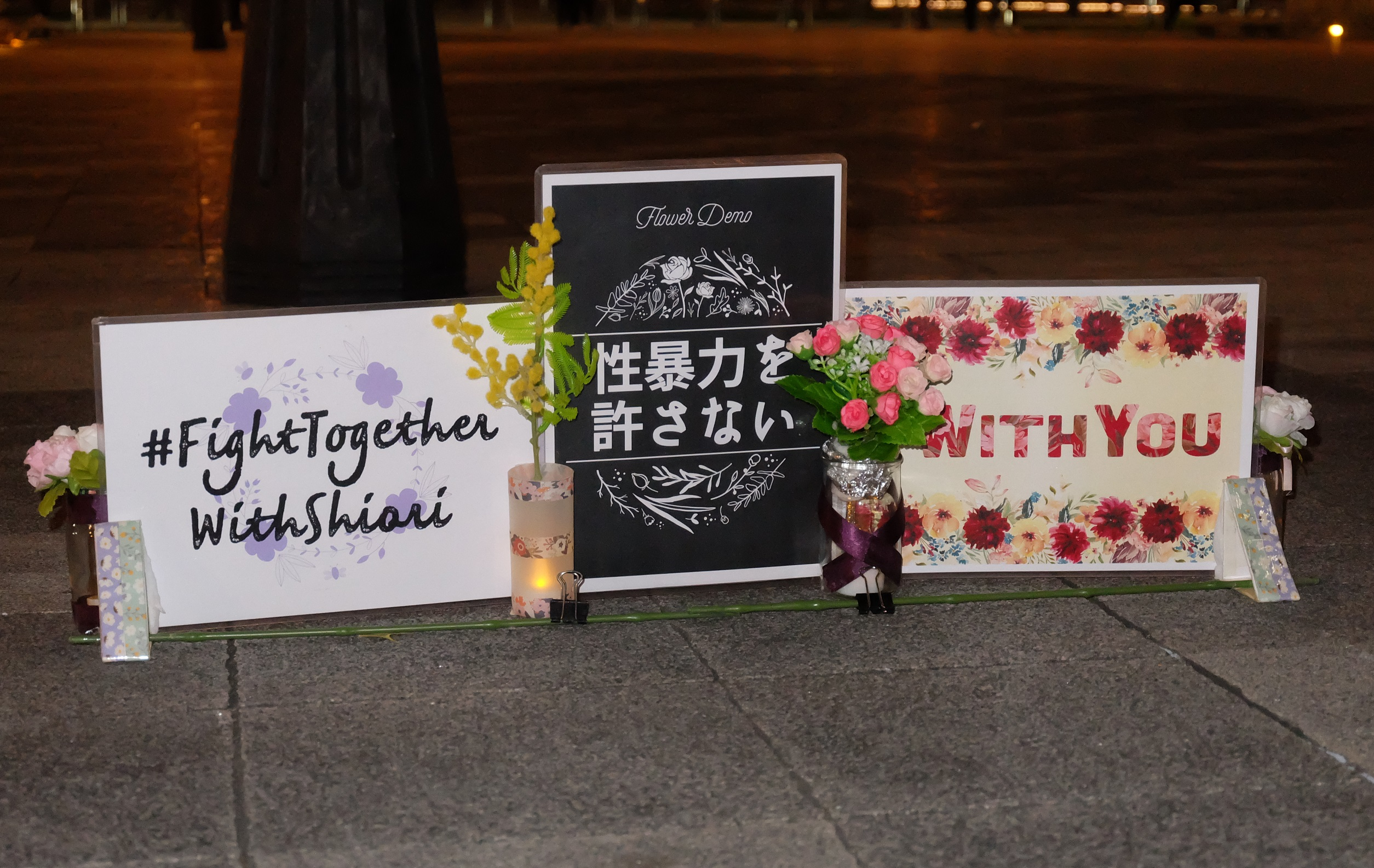
Pancartes lors de la Flower Demo de Tokyo du 11 novembre 2020.

Flower Demo (フラワーデモ, furawādemo) est un mouvement social contre les crimes et violences sexuelles au Japon.

## Historique
En mars 2019, plusieurs tribunaux ont prononcé des acquittements dans quatre affaires de viols tout en reconnaissant les faits d'assauts et d'abus sexuels. Ces verdicts se basaient sur l'absence de traces de luttes sur les victimes. En réaction, l'activiste et écrivaine Minori Kitahara lança un appel sur ses réseaux sociaux. 
Le 11 avril 2019, 500 personnes, dont de nombreuses victimes, manifestent devant la Gare de Tokyo, autour du hashtag #WithYou. Le même jour, une manifestation similaire à lieu à Osaka. De nombreuses participantes portaient des fleurs, ce qui donnera son nom au mouvement et en deviendra le symbole.
Le mois suivant, en plus des manifestations à Tokyo et Osaka, des manifestations coordonnées ont lieu à Fukuoka. Les manifestations se répètent alors tous les mois, souvent le 11. Elles s'étendent à Nagoya, Sendai et Sapporo. Des manifestations similaires s'organisent également à Londres et à Barcelone.
En septembre 2019, la journaliste Shiori Ito, elle-même victime d'une agression sexuelle par un proche de Shinzō Abe, participe à la manifestation de Tokyo, dans les vêtements qu'elle portait lors de son agression et pris la parole disant « Je veux que les gens réalisent que peu importe les vêtements que porte quelqu'un, ça ne vaut pas consentement. ».
En février 2020, des Flower Demo ont lieu dans 40 des 47 préfectures japonaises. Lors de la Journée Internationale des droits des Femmes du 8 mai 2020, des Flower Demo ont lieu dans 47 villes réparties dans 38 préfectures.
Du fait de la pandémie de coronavirus, les manifestations ont surtout eu lieu en ligne entre mai et aout 2020.

## Modes d'action
Les Flower Demo sont des manifestations pacifiques et des espaces de paroles et d'écoute, ouvertes aux femmes victimes de violences sexuelles.

## Impact
En 2023, le parlement japonais vote l'amendement de la loi sur les crimes sexuels, retirant l'exigence de preuve de violence qui était jusque là un prérequis. Le nouveau texte reconnait également les cas d'emprises et d'abus de position dominante ainsi que les cas ou de l'alcool ou des drogues ont été consommés volontairement ou non par la victime. Les parlementaires citent les Flower Demo comme motivation pour le vote unanime de l'amendement,.